# Roemeens voetbalelftal onder 21 (mannen)
Het Roemeens voetbalelftal onder 21 is het nationale elftal voor spelers onder de 21 jaar uit Roemenië. 

## Prestaties op eindronden

### EK onder 21
| Jaar   | Resultaat           | GS                  | W                   | G                   | V                   | DV                  | DT                  |
| ------ | ------------------- | ------------------- | ------------------- | ------------------- | ------------------- | ------------------- | ------------------- |
| 1978   | Niet gekwalificeerd | Niet gekwalificeerd | Niet gekwalificeerd | Niet gekwalificeerd | Niet gekwalificeerd | Niet gekwalificeerd | Niet gekwalificeerd |
| 1980   | Niet gekwalificeerd | Niet gekwalificeerd | Niet gekwalificeerd | Niet gekwalificeerd | Niet gekwalificeerd | Niet gekwalificeerd | Niet gekwalificeerd |
| 1982   | Niet gekwalificeerd | Niet gekwalificeerd | Niet gekwalificeerd | Niet gekwalificeerd | Niet gekwalificeerd | Niet gekwalificeerd | Niet gekwalificeerd |
| 1984   | Niet gekwalificeerd | Niet gekwalificeerd | Niet gekwalificeerd | Niet gekwalificeerd | Niet gekwalificeerd | Niet gekwalificeerd | Niet gekwalificeerd |
| 1986   | Niet gekwalificeerd | Niet gekwalificeerd | Niet gekwalificeerd | Niet gekwalificeerd | Niet gekwalificeerd | Niet gekwalificeerd | Niet gekwalificeerd |
| 1988   | Niet gekwalificeerd | Niet gekwalificeerd | Niet gekwalificeerd | Niet gekwalificeerd | Niet gekwalificeerd | Niet gekwalificeerd | Niet gekwalificeerd |
| 1990   | Niet gekwalificeerd | Niet gekwalificeerd | Niet gekwalificeerd | Niet gekwalificeerd | Niet gekwalificeerd | Niet gekwalificeerd | Niet gekwalificeerd |
| 1992   | Niet gekwalificeerd | Niet gekwalificeerd | Niet gekwalificeerd | Niet gekwalificeerd | Niet gekwalificeerd | Niet gekwalificeerd | Niet gekwalificeerd |
| 1994   | Niet gekwalificeerd | Niet gekwalificeerd | Niet gekwalificeerd | Niet gekwalificeerd | Niet gekwalificeerd | Niet gekwalificeerd | Niet gekwalificeerd |
| 1996   | Niet gekwalificeerd | Niet gekwalificeerd | Niet gekwalificeerd | Niet gekwalificeerd | Niet gekwalificeerd | Niet gekwalificeerd | Niet gekwalificeerd |
| 1998   | Kwartfinale         | 3                   | 0                   | 0                   | 3                   | 2                   | 5                   |
| 2000   | Niet gekwalificeerd | Niet gekwalificeerd | Niet gekwalificeerd | Niet gekwalificeerd | Niet gekwalificeerd | Niet gekwalificeerd | Niet gekwalificeerd |
| 2002   | Niet gekwalificeerd | Niet gekwalificeerd | Niet gekwalificeerd | Niet gekwalificeerd | Niet gekwalificeerd | Niet gekwalificeerd | Niet gekwalificeerd |
| 2004   | Niet gekwalificeerd | Niet gekwalificeerd | Niet gekwalificeerd | Niet gekwalificeerd | Niet gekwalificeerd | Niet gekwalificeerd | Niet gekwalificeerd |
| 2006   | Niet gekwalificeerd | Niet gekwalificeerd | Niet gekwalificeerd | Niet gekwalificeerd | Niet gekwalificeerd | Niet gekwalificeerd | Niet gekwalificeerd |
| 2007   | Niet gekwalificeerd | Niet gekwalificeerd | Niet gekwalificeerd | Niet gekwalificeerd | Niet gekwalificeerd | Niet gekwalificeerd | Niet gekwalificeerd |
| 2009   | Niet gekwalificeerd | Niet gekwalificeerd | Niet gekwalificeerd | Niet gekwalificeerd | Niet gekwalificeerd | Niet gekwalificeerd | Niet gekwalificeerd |
| 2011   | Niet gekwalificeerd | Niet gekwalificeerd | Niet gekwalificeerd | Niet gekwalificeerd | Niet gekwalificeerd | Niet gekwalificeerd | Niet gekwalificeerd |
| 2013   | Niet gekwalificeerd | Niet gekwalificeerd | Niet gekwalificeerd | Niet gekwalificeerd | Niet gekwalificeerd | Niet gekwalificeerd | Niet gekwalificeerd |
| 2015   | Niet gekwalificeerd | Niet gekwalificeerd | Niet gekwalificeerd | Niet gekwalificeerd | Niet gekwalificeerd | Niet gekwalificeerd | Niet gekwalificeerd |
| 2017   | Niet gekwalificeerd | Niet gekwalificeerd | Niet gekwalificeerd | Niet gekwalificeerd | Niet gekwalificeerd | Niet gekwalificeerd | Niet gekwalificeerd |
| 2019   | Halve finale        | 4                   | 2                   | 1                   | 1                   | 10                  | 7                   |
| / 2021 | Groepsfase          | 3                   | 1                   | 2                   | 0                   | 3                   | 2                   |
| / 2023 | Groepsfase          | 3                   | 0                   | 1                   | 2                   | 0                   | 4                   |
| 2025   | Groepsfase          | 3                   | 0                   | 0                   | 3                   | 2                   | 5                   |
| Totaal | 5/25                | 16                  | 3                   | 4                   | 9                   | 17                  | 23                  |

## Huidige selectie
| Naam              | Geboortedatum     | Club                   |
| ----------------- | ----------------- | ---------------------- |
| Doelmannen        |                   |                        |
| Andrei Vlad       | 15 april 1999     | FCSB                   |
| Mihai Aioani      | 7 november 1999   | Chindia Târgoviște     |
| Ionuț Rus         | 20 januari 2000   | CFR Cluj               |
| Verdedigers       |                   |                        |
| Alexandru Pașcanu | 18 september 1998 | SD Ponferradina        |
| Andrei Rațiu      | 20 juni 1998      | ADO Den Haag           |
| Ricardo Grigore   | 7 april 1999      | Dinamo Boekarest       |
| Constantin Dima   | 21 juli 1999      | Astra Giurgiu          |
| Radu Drăguşin     | 3 februari 2002   | Juventus               |
| Radu Boboc        | 24 april 1999     | Viitorul Constanța     |
| Raul Opruț        | 4 januari 1998    | Hermannstadt           |
| Middenvelders     |                   |                        |
| Dennis Man        | 26 augustus 1998  | FCSB                   |
| Olimpiu Moruțan   | 25 april 1999     | FCSB                   |
| Alex Dobre        | 30 augustus 1998  | Dijon                  |
| Darius Ghindovean | 1 november 2001   | MSV Duisburg           |
| Dennis Politic    | 5 maart 2000      | Bolton Wanderers       |
| Vlad Dragomir     | 24 april 1999     | Perugia                |
| Marius Marin      | 30 augustus 1998  | Pisa                   |
| Tudor Băluță      | 27 maart 1999     | Brighton & Hove Albion |
| Cătălin Cîrjan    | 1 december 2002   | Arsenal                |
| Aanvallers        |                   |                        |
| Adrian Petre      | 11 februari 1998  | Cosenza                |
| Denis Drăguș      | 6 juli 1999       | Crotone                |
| George Ganea      | 26 mei 1999       | Viitorul Constanța     |
| Robert Moldoveanu | 8 maart 1999      | Dinamo Boekarest       |
| Valentin Mihăilă  | 2 februari 2000   | Parma                  |
| Louis Munteanu    | 16 juni 2002      | Fiorentina             |

## Bondscoaches
- 1996–1998: Victor Pițurcă
- 1998–1999: Tudorel Stoica
- 1999–2002: Ion Moldovan
- 2002: Ilie Dumitrescu
- 2002–2005: Nicolae Manea
- 2005–2006: Florin Marin
- 2006–2013: Emil Săndoi
- 2013–2014: Bogdan Stelea
- 2014: Viorel Moldovan
- 2014: Mihai Teja
- 2015–2016: Cristian Dulca
- 2016–2018: Daniel Isăilă
- 2018–2019: Mirel Rădoi
- 2020–2021: Adrian Mutu